# 長瀬英一
長瀬 英一（ながせ えいいち、1899年（明治32年）5月6日 - 1979年（昭和54年）7月1日）は、日本の内務・警察官僚、教育者。最後の官選香川県知事、和洋女子大学学長。

## 経歴
山口県出身。長瀬栄三郎の長男として生まれる。山口高等学校を卒業。1924年11月、高等試験行政科試験に合格。1925年、東京帝国大学法学部を卒業。内務省に入省し、警視庁警部補となる。
以後、青山警察署長、浅草警察署長、蔵前警察署長、沖縄県経済部長、福島県経済部長、茨城県経済部長などを歴任。
その後、香川県内務部長に就任し、1947年3月、前任の増原惠吉が知事選に出馬のため辞任したことに伴い同県知事に昇格した。知事選挙を執行して同年4月に退任。同年7月、香川県出納長となり、1955年、同県開発常務に就任。千葉県の和洋女子大学事務局長に転じ、さらに同大学長を務めた。